# Юйсянь (Янцюань)
Юйся́нь (кит. упр. 盂县, пиньинь Yù xiàn) — уезд городского округа Янцюань провинции Шаньси (КНР).

## История
Это один из старейших уездов провинции Шаньси; он упоминается ещё в документах эпохи Вёсен и Осеней. При империи Северная Вэй в 528 году он был разделён между уездами Юай (石艾县) и Фучэн (抚城县).
При империи Суй в 596 году из уезда Юай был выделен уезд Юаньчоу (原仇县). В 606 году уезд Юаньчоу был переименован в Юйсянь. При империи Тан в 620 году из уезда Юйсянь был выделен уезд Ухэ (乌河县), но в 627 году уезд Ухэ был вновь присоединён к уезду Юйсянь.
При империи Цзинь в 1220 году уезд Юйсянь был поднят в статусе до области Юйчжоу (盂州). При империи Мин в 1374 году область была вновь понижена в статусе до уезда.
В 1949 году был образован Специальный район Юйцы (榆次专区), и уезд вошёл в его состав. В 1958 году Специальный район Юйцы был переименован в Специальный район Цзиньчжун (晋中专区); при этом уезд Юйсянь был присоединён к городу Янцюань. В 1959 году уезд Юйсянь был воссоздан.
В 1970 году Специальный район Цзиньчжун был переименован в Округ Цзиньчжун (晋中地区).
В 1983 году постановлением Госсовета КНР город Янцюань, а также уезды Пиндин и Юйсянь округа Цзиньчжун были объединены в городской округ Янцюань.

## Административное деление
Уезд делится на 8 посёлков и 6 волостей.